# Aloe pseudorubroviolacea
Aloe pseudorubroviolacea är en grästrädsväxtart som beskrevs av John Jacob Lavranos och Collen. Aloe pseudorubroviolacea ingår i släktet Aloe och familjen grästrädsväxter. Inga underarter finns listade i Catalogue of Life.